# Bandagelens
Een bandagelens is een lens zonder sterkte die als functie heeft om het oog te beschermen. Het dient als een soort verband en wordt net als een normale contactlens op het oog gedragen. Een bandagelens kan worden gebruikt bij diverse hoornvliesziekten, na bijvoorbeeld een hoornvliesbeschadiging, oogtrauma of uitdroging. Ook wordt hij toegepast na een refractiebehandeling (bv. Photo Refractive Keratectomie- PRK). De lens is meestal gemaakt van silicone hydrogel met een hoge zuurstofdoorlaatbaarheid.
Er bestaan ook bandagelenzen die langzaam een bepaald medicijn afgeven aan het oog.